# Team Garmin-Slipstream/2009
Deze pagina geeft een overzicht van de wielerploeg Garmin-Slipstream in 2009.

## Algemeen
Sponsors: Garmin, Slipstream
Algemeen manager: Jonathan Vaughters
Ploegleiders: Lionel Marie, Chann McRae, Johnny Weltz, Matthew White
Fietsmerk: Felt

## Renners
| Naam                  | Geboortedatum | Nationaliteit       | Ploeg 2008              |
| --------------------- | ------------- | ------------------- | ----------------------- |
| Magnus Bäckstedt      | 30-01-1975    | Zweden              |                         |
| Blake Caldwell        | 27-03-1984    | Verenigde Staten    |                         |
| Steven Cozza          | 03-03-1985    | Verenigde Staten    |                         |
| Tom Danielson         | 13-03-1978    | Verenigde Staten    |                         |
| Julian Dean           | 28-01-1975    | Nieuw-Zeeland       |                         |
| Hans Dekkers          | 07-08-1981    | Nederland           | Mitsubishi-MKG          |
| Jason Donald          | 30-01-1980    | Verenigde Staten    |                         |
| Timmy Duggan          | 14-11-1982    | Verenigde Staten    |                         |
| Huub Duyn             | 01-09-1984    | Nederland           |                         |
| Lucas Euser           | 05-12-1983    | Verenigde Staten    |                         |
| Tyler Farrar          | 02-06-1984    | Verenigde Staten    |                         |
| Michael Friedman      | 19-09-1982    | Verenigde Staten    |                         |
| William Frischkorn    | 10-06-1981    | Verenigde Staten    |                         |
| Ryder Hesjedal        | 09-12-1980    | Canada              |                         |
| Trent Lowe            | 08-10-1984    | Australië           |                         |
| Martijn Maaskant      | 27-07-1983    | Nederland           |                         |
| Daniel Martin         | 20-08-1986    | Ierland             |                         |
| Christian Meier       | 21-02-1985    | Canada              | Symmetrics Cycling Team |
| Cameron Meyer         | 11-01-1988    | Australië           | SouthAustralia.com-AIS  |
| David Millar          | 04-01-1977    | Verenigd Koninkrijk |                         |
| Danny Pate            | 23-03-1979    | Verenigde Staten    |                         |
| Kilian Patour         | 20-09-1982    | Frankrijk           |                         |
| Thomas Peterson       | 24-12-1986    | Verenigde Staten    |                         |
| Chris Sutton          | 10-09-1984    | Australië           |                         |
| Svein Tuft            | 09-05-1977    | Canada              | Symmetrics Cycling Team |
| Ricardo van der Velde | 19-02-1987    | Nederland           | Rabobank CT             |
| Christian Vande Velde | 22-05-1976    | Verenigde Staten    |                         |
| Bradley Wiggins       | 28-04-1980    | Verenigd Koninkrijk | Team Columbia           |
| David Zabriskie       | 21-01-1979    | Verenigde Staten    |                         |

## Belangrijke overwinningen
| Ronde van Qatar 2009 1e etappe (ploegentijdrit): Team Garmin-Slipstream Ronde van Californië 2009 2e etappe : Thomas Peterson Parijs-Nice 2009 4e etappe: Christian Vande Velde Tirreno-Adriatico 2009 3e etappe: Tyler Farrar Driedaagse van De Panne-Koksijde 3e etappe B: Bradley Wiggins Delta Tour Zeeland Proloog: Tyler Farrar Eindklassement: Tyler Farrar | Nationale kampioenschappen wielrennen Canada: wegtijdrit: Svein Tuft Ronde van Burgos 4e etappe: Tom Danielson Vattenfall Cyclassics Winnaar: Tyler Farrar Eneco Tour 2009 1e etappe: Tyler Farrar 2e etappe: Tyler Farrar 4e etappe: Tyler Farrar Nationale kampioenschappen wielrennen Verenigde Staten: wegtijdrit: David Zabriskie Groot-Brittannië: wegtijdrit: Bradley Wiggins | Ronde van Spanje 2009 11e etappe: Tyler Farrar 12e etappe: Ryder Hesjedal 20e etappe (tijdrit): David Millar Ronde van Missouri 2009 5e etappe (tijdrit): David Zabriskie Eindklassement: David Zabriskie Ronde van Groot-Brittannië 1e etappe: Chris Sutton |

Mannen: 2005 · 2006 · 2007 · 2008 · 2009 · 2010 · 2011 · 2012 · 2013 · 2014 · 2015 · 2016 · 2017 · 2018 · 2019 · 2020 · 2021 · 2022 · 2023 · 2024 · 2025
Vrouwen: 2024 · 2025
AG2R-La Mondiale · Astana · Bbox-Bouygues Telecom/2009 · Caisse d'Epargne · Cofidis · Team Columbia · Team CSC Saxo Bank · Euskaltel-Euskadi · Française des Jeux · Fuji-Servetto · Garmin-Chipotle · Katjoesja · Lampre-NGC · Liquigas · Team Milram · Quick·Step · Rabobank · Silence-Lotto